# 朱玟炅
朱玟炅、朱珉炅（韓語：주민경，1989年7月6日—），或译周敏京，韓國女演員，2014年通过JTBC电视剧《宥娜的街》出道。

## 演出作品

### 電視劇
| 年份   | 播放平台 | 劇名                             | 角色   | 備註 |
| 2014年 | JTBC     | 《宥娜的街》                     | 珍美   |      |
| 2015年 | SBS      | 《聽到傳聞》                     |        |      |
| 2015年 | JTBC     | 《親愛的恩東啊》                 |        |      |
| 2018年 | JTBC     | 《經常請吃飯的漂亮姐姐》         | 琴寶羅 | 配角 |
| 2018年 | JTBC     | 《Sketch》                       | 李秀怜 | 配角 |
| 2019年 | MBC      | 《春夜》                         | 李在仁 | 配角 |
| 2019年 | KBS2     | 《KBS Drama Special—觸電的理解》 | 高南英 | 主演 |
| 2020年 | KBS2     | 《靈魂維修工》                   | 孔智瑄 | 配角 |
| 2021年 | tvN      | 《智異山》                       | 李良善 | 配角 |
| 2022年 | JTBC     | 《綠色媽咪會》                   | 朴潤珠 | 主演 |
| 2023年 | JTBC     | 《摸心第六感》                   | 裴玉熙 | 配角 |
| 2024年 | tvN      | 《因為不想吃虧》                 | 車喜星 | 配角 |
| 2024年 | TVING    | 《社長的菜單》                   | 車喜星 | 客串 |
| 2024年 | Netflix  | 《一箱情緣》                     | 姜昀娥 | 配角 |
| 2025年 | Netflix  | 《比天堂還美麗》                 | 朴宗貴 | 客串 |
| 2025年 | SBS      | 《我們的電影》                   | 趙真美 | 配角 |

### 電影
| 年份   | 片名           | 角色       | 性質 | 備註   |
| 2015年 | 《領先的心態》 | 房东的女儿 | 配角 |        |
| 2021年 | 《醉後的浪漫》 | 珠熙       | 配角 | [ 10 ] |

### 話劇
| 年份 | 劇目             | 角色   | 時間        | 備註   |
| 2016 | 德米安《데미안》 | Knauer | 10.21~01.15 | [ 11 ] |

## 獲獎與提名列表
| 年份   | 頒獎典禮           | 獎項              | 作品           | 結果 |
| 2024年 | 第60屆百想藝術大獎 | TV部門 女子配角賞 | 《摸心第六感》 | 提名 |

## 外部連結
- 官方网站
- 朱玟炅的Instagram帳戶
- 朱玟炅在NAVER上的资料
- 朱玟炅在Daum上的资料
- 朱玟炅在韩国电影数据库（KMDb）上的資料（韓語）
- 朱玟炅在互联网电影资料库（IMDb）上的資料（英文）
- 朱玟炅在HanCinema的頁面（英文）